# فريليورن
فريليورن (بالإنجليزية: Frilihorn)‏ هو أحد جبال سلسلة جبال الألب بينيني وجزء من القمة الأم يقع في كانتون فاليز، سويسرا. يبلغ ارتفاع الجبل حوالي 3124 متر، بينما يبلغ ارتفاع نتوء الجبل متر.